# Братские могилы советских воинов и партизан (Видзы)
Братская могила советских воинов и партизан — воинское захоронение в г.п. Видзы Браславского р-на. Находится на кладбище. В братской могиле захоронено 135 воинов. В 1974 году на кладбище был установлен памятник, представляющий собой скульптуру воина. На постаменте установлена табличка с именами погибших.
Братская могила советских воинов и партизан — воинское захоронение в с. Видзы Браславского р-на. Находится в центре посёлка. В братской могиле захоронено 59 воинов и партизан. В 1953 году на могиле установлен памятник — скульптура воина, на постаменте — таблички с именами погибших.